# Rhinella scitula
Rhinella scitula é uma espécie de anfíbio da família Bufonidae. Pode ser encontrada no Paraguai e no Brasil (Mato Grosso do Sul).